# Монастирищенський район
Монастири́щенський райо́н — колишня адміністративно-територіальна одиниця Черкаської області. Утворений 1923 року та ліквідований 2020. Після ліквідації, територія району увійшла до складу Уманського району.

## Загальні відомості
Площа — 719 км² (3,44 % від площі області). Районний центр — місто Монастирище.
Район був розташований в західній частині Черкаської області і був найвіддаленішим від обласного центру. Межував на півночі з Тетіївським районом Київської області, на заході з Оратівським та Іллінецьким районами Вінницької області, на північному сході, сході та півдні — відповідно з Жашківським, Христинівським районами Черкаської області та Гайсинським районом Вінницької області. В 1937 році він належав Вінницькій області, з 1954-го — Черкаській. В 1961–1966 роках його приєднали до Христинівського району. В наступному 1967 році він знову став самостійною адміністративною одиницею.

## Природа
Рельєф території району хвилястий, його прорізують річки: на півночі — Гірський Тікич, в центральній частині — Конела з притоками. На території району знаходиться значна кількість водойм загальною площею 1086 га.
Більша частина району степова, ліси є лише на південному заході. Найпоширеніші породи дерев — граб, ясен, липа, дуб, сосна. Ліси займають 5808 га.
Корисні копалини — граніт, буре вугілля, торф, пісок, глина. Ґрунти — глибокі та опідзолені чорноземи.
Клімат помірно континентальний. Середньорічна температура + 6,8 °C, кількість опадів 480—550 мм на рік.

### Природно-заповідний фонд
На території району розташовано 8 об'єктів природно-заповідного фону. Серед них — 5 заказників місцевого значення: Гончарів яр, Панське болото, Садиба пана Даховського, Степівська Руда, Цибулівський, Шуляцьке болото; пам'ятка природи Алея вікових лип; парки-пам'ятки садово-паркового мистецтва Парк та Сільський парк.

## Історія

### Перші роки радянської влади
Монастирищенський район утворений 1 травня 1923 року на основі 5 волостей (Монастирищенської, Цибулівської, Лукашівської, Сарнівської, Конело-Попівської) в складі Уманської округи Київської губернії.
1924 рік став першим роком українського відродження в республіці і в районі: діловодство, навчання в школах, більшість газет та журналів стали україномовними, створено товариство «Геть неписьменність!». За 15 довоєнних років відбувся перехід від початкової до середньої освіти. Перед війною відбулося три випуски середніх шкіл. В Монастирищі та Цибулеві існували факультети Уманського педінституту, при цукрозаводі — робітфак, школа ФЗМ (Цибулів) випускала щороку 70-80 спеціалістів для цукрової промисловості.
З 1928 року запрацювали Монастирищенський цукровий та Аврамівський спиртовий заводи, Сарнівський млин, на базі пивзаводу утворили Каєтанівський маслозавод, щоб розв'язати проблему зайнятості єврейських общин були створені артілі по виробництву цегли, возів, по пошиву одягу та взуття тощо.
1930-ті роки стали роками утвердження радянського способу життя, зокрема — ліквідації одноосібного землекористування та створення 57 колгоспів, масового розкуркулення заможних господарств, виселення їх господарів до Сибіру. Вже в 1933 році із 12 тисяч дворів в колгоспах було 10111 (84,2 %), усуспільнено землі 34186 га (68,1 %). За межами колгоспів залишалося 1894 двори. В ті ж роки утворилися машинно-тракторні станції:
- Монастирищенська 1931 року (обслуговувала 26 колгоспів);
- Цибулівська 1932 року (обслуговувала 15 колгоспів);
- Копіюватська 1937 року (обслуговувала 15 колгоспів).

Навесні 1933-го року в селах району розпочався голод, який забрав близько 8 тисяч монастирищан із 69-ти тисяч тогочасного населення району. 1937—1938 роки стали роками політичних репресій. В районі було репресовано 897 жителів.
В 1937 році район належав Вінницькій області.

### Друга світова війна
Під час Другої світової війни окупація району німцями тривала з 22 липня 1941 року по 10 березня 1944 року.
Опір ворогу чинили Коритнянська та Цибулівська підпільні організації, які об'єднували групи підпільників Шабастівки, Новосілки, Коритні, Хвилі Жовтня, Копіювати, Монастирища, Тарнави, відділків Цибулівського бурякорадгоспу (керівники П. О. Саморуха та Б. М. Маркович), партизанські загони Івана Калашника, Хоми Агладзе, Гната Кулагіна, Никифора Кучеренка, Федора Михайлика. Брали участь у боротьбі 155 підпільників, 414 партизанів, 260 учасників інших форм.
Бої за відвоювання району тривали з 6 січня по 10 березня 1944 року. В них брали участь війська 240, 42, 263, 4-ї повітряно—десантних дивізій, 64 та 44-ї танкових, 8-ї протитанкової бригад, 294-го окремого артполку. В боях загинуло 2543 воїна, які захороненні у 19 братських та 20 одиночних могилах. Стали Героями О. Ф. Бурда — командир 64-ї танкової бригади, бронебійники Іван Жеребцов та Семен Тартиков, командири артбригади Н. Д. Чевола та І. І. Загрядський, З. Асфандьяров та В. М. Пермяков — командир та навідник гармати, командир роти автоматників — Бастраков. Загинули за визволення своїх сіл капітан Ф. С. Тимошенко (Леськове), старшина М. П. Олійник (Цибулів).
Остаточно район відвоювали 133-я та 42 стрілецькі дивізії з 7 по 11 березня 1944 року. Монастирище відвойовували воїни 42-ї дивізії 10 березня. Цей день і став днем визволення всього району.

### Повоєнні роки
В березні 1944 року запрацювали Монастирищенська та Цибулівська МТС, 1 квітня — Копіюватська. 1 вересня 1945 року почали навчання 8297 дітей, восени випустила спеціалістів школа ФЗН. 1951 рік став роком першого об'єднання колгоспів: було 56, стало 39.
У 1954 році район відійшов до Черкаської області.
В 1961 році район ліквідовано, його об'єднали спочатку з Жашківським, потім з Христинівським районом, де він перебував до 1967 року, коли знову став самостійною адміністративною одиницею. В цьому ж році ремонтно-механічний завод став машинобудівним, виробив перші водогрійні котли. Завершилась реконструкція цукрового та спиртового заводів, вступили до ладу млин у промкомбінаті, побут комбінат, цегельний завод. В 1960 році в 43 загальноосвітніх школах навчалося 8266 учнів, в школах робітничої молоді — 307. Діяли 52 клубні установи, 51 бібліотека, 32 кіноустановки.
1966—1970 роки стали важливим етапом розвитку району: завершено його електрифікацію, запроваджено спеціалізацію та концентрацію виробництва внутрішньогосподарський розрахунок, гарантовану оплату праці, підвищено закупівельні ціни, район став суцільним будівельним майданчиком (за 5 років збудовано 28 корівників, 18 свинарників, 15 телятників, 14 зерноскладів, 12 гаражів, 13 будинків тваринника та механізатора, 7 дитсадків, 2 школи).
В 1967 році утворено БМУ — 4, котре розпочало будівництво виробничих корпусів машинобудівного заводу. До кінця 1970 року стали до ладу парокотельня, гуртожиток, перший п'ятиповерховий житловий будинок, садок-комбінат, музична школа, залізничний вокзал, універмаг, будинки культури в Сатанівці, Терлиці, Тарнаві, Зарубинцях.
За 1976—1980 роки збудовано 28 промислових об'єктів, 175 сільськогосподарських, 123 соціально-культурних, зокрема 50 тисяч м² житла, 16 дитячих садків, кінотеатр, бібліотека, вузол зв'язку, СПТУ, 23 торговельних об'єкти, будинки культури в Цибулеві та Княжій Криниці.
У 1980 році в районі працювало інженерів та техніків 269 , агрономів 125, зооветспеціалістів 122, економістів 180, учителів 568, лікарів 280. Всього 1033 спеціалісти. Школи завершили перехід на кабінетну систему навчання (було 296 предметних кабінетів). Жителів району обслуговували 2 лікарні, 3 амбулаторії, 28 фельдшерсько-акушерських пунктів.

## Транспорт
Район має розгалужену мережу автомобільних доріг — 466,8 км, в тому числі асфальтних — 231 км. Через район проходить залізнична магістраль Христинівка—Козятин, на якій знаходиться залізнична станція Монастирище.

## Економіка

### Промисловість
На території району розміщено 9 промислових підприємств, 8 з них діючих. Серед промислових підприємств 4 відносяться до галузі машинобудування, 3 — до харчової та переробної промисловості, 1 — до хіміко-фармацевтичної, 1 — до поліграфічної промисловості. Основні підприємства:
- ТОВ «Цибулівський цукровий завод»;
- ВАТ «Монфарм»;
- ВАТ «Монастирищенський ордена Трудового Червоного Прапора машинобудівний завод».

### Сільське господарство
В економіці району провідне місце займає сільське господарство. Тут вирощують озиму пшеницю, кукурудзу, ячмінь, цукрові буряки, соняшник, картоплю, овочів, розвинене садівництво.
В районі діють 96 агроформувань : 13 сільськогосподарських товариств з обмеженою відповідальністю, 1 — сільськогосподарський виробничий кооператив, 1 — приватне сільськогосподарське підприємство, 2 — дочірні сільськогосподарські підприємства, 5 — селянсько-фермерське господарства, 74 — фермерські господарства. Загальна кількість малих підприємств становить 103 одиниці, з них працюючих — 80 підприємств. Основні підприємства:
- СФГ «Матвіїха»;
- ФГ «Вікторія»;
- ТОВ «Вікторія»;
- СТОВ «Людмила».

## Соціальна сфера
У районі функціонують 34 школи, 35 дошкільних установ, міжшкільний навчально-виробничий комбінат, Монастирищенське професійно-технічне училище № 25, Будинок дитячої та юнацької творчості, дитяча музична школа.
Медичне обслуговування здійснюється районною лікарнею, Цибулівською дільничною лікарнею, 3 амбулаторіями, 29 фельдшерсько-акушерськими пунктами.

## Політика
З 2012 року народним депутатом від 200-го виборчого округо, до якого входить Монастирищенський район є Антон Яценко.
25 травня 2014 року відбулися Президентські вибори України. У межах Монастирищенського району були створені 43 виборчі дільниці. Явка на виборах складала — 68,50 % (проголосували 19 458 із 28 404 виборців). Найбільшу кількість голосів отримав Петро Порошенко — 56,82 % (11 057 виборців); Юлія Тимошенко — 16,76 % (3 261 виборців), Олег Ляшко — 12,30 % (2 393 виборців), Анатолій Гриценко — 6,97 % (1 357 виборців). Решта кандидатів набрали меншу кількість голосів. Кількість недійсних або зіпсованих бюлетенів — 0,83 %.

## Найбільші населені пункти
| №  | Населений пункт | Населення, осіб (2007) |
| -- | --------------- | ---------------------- |
| 1  | Монастирище     | 9 366                  |
| 2  | Цибулів         | 3 905                  |
| 3  | Нове Місто      | 3 639                  |
| 4  | Аврамівка       | 1 923                  |
| 5  | Летичівка       | 1 686                  |
| 6  | Івахни          | 1 349                  |
| 7  | Сатанівка       | 1 155                  |
| 8  | Коритня         | 1 115                  |
| 9  | Княжа Криниця   | 1 054                  |
| 10 | Бачкурине       | 1 016                  |

## Культура
Мережа закладів культури району складається із 37 клубів (діє 31), 38 бібліотек (діють усі), дитячої музичної школи, краєзнавчого музею. На базі музичної школи працює 14 творчих колективів. При клубах діє 250 клубних формувань (з них для дітей і підлітків — 107). Звання «самодіяльних народних» мають 7 творчих колективів (з них 2 у сільській місцевості).
Серед клубних закладів основне навантаження несе районний будинок культури. Стабільно працюють протягом багатьох років Княжекриницький та Бачкуринський будинки культури. При останньому майже 30 років діє самодіяльний народний фольклорно-етнографічний колектив «Вишуканка», відомий далеко за межами області.

### Пам'ятки
Район має досить багату культурну спадщину. До найвизначніших пам'яток відносяться культові споруди в селах Летичівка, Халаїдове та Хейлове, які передані релігійним громадам, а також Сарнівський млин та стіна Цибулівського цукрозаводу (пам'ятки промислової архітектури), садиба Даховського в селі Леськове. Пам'ятка дерев'яної архітектури — церква із села Зарубинців збудована у 1742 році з 1986 року знаходиться в музеї просто неба в Пирогові.
На Монастирищині знайдено понад 300 археологічних пам'яток. Це залишки поселення епохи пізньої бронзи, трипільської і черняхівської культур поблизу смт Цибулева, сіл Івахнів, Попудні, Сарнів. Досліджене у 2005 році поселення трипільської культури (4,5 тисяч років до н. е.) в селі Владиславчик дає підстави називати знахідку унікальною.

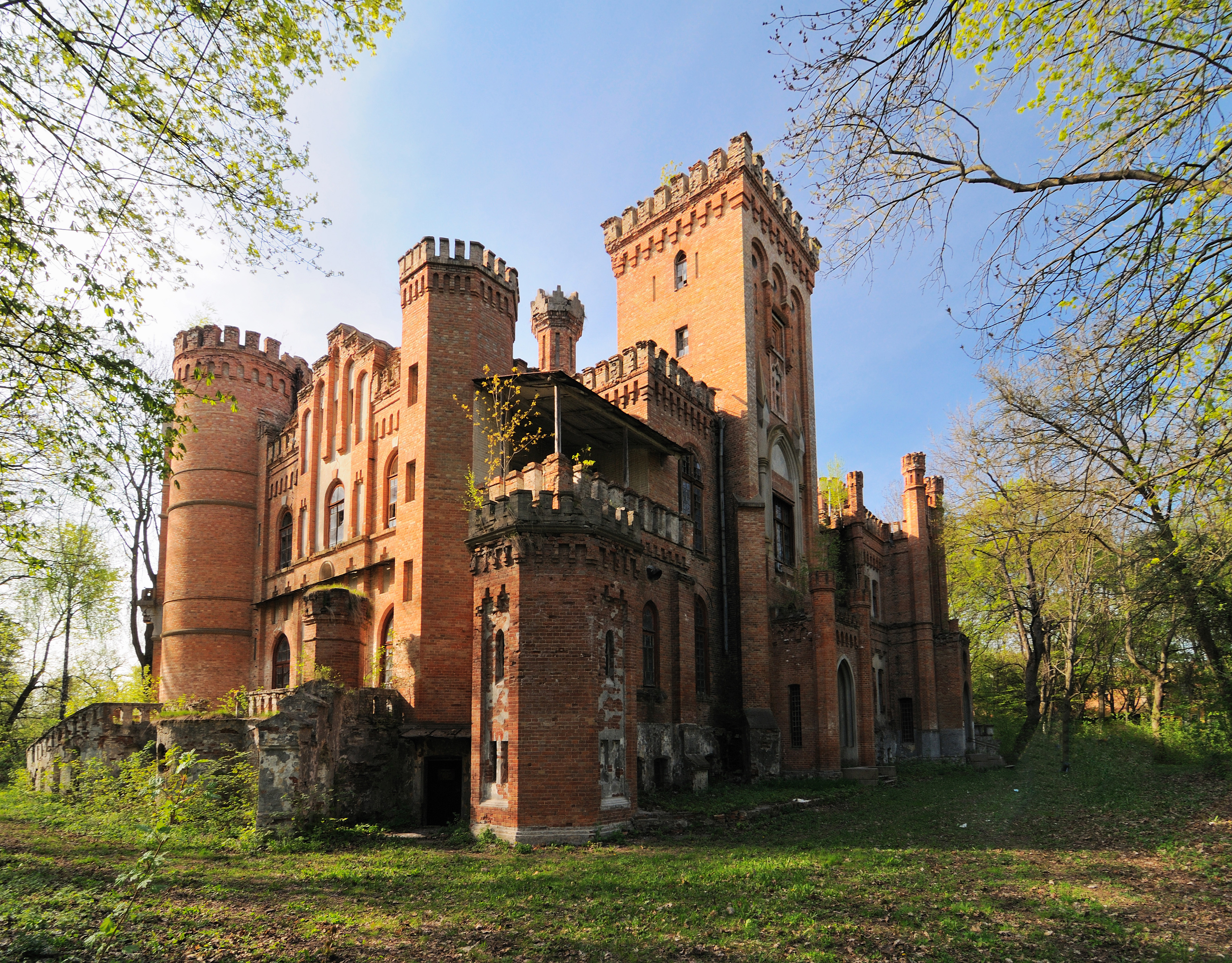
Садиба Даховських в селі Леськове
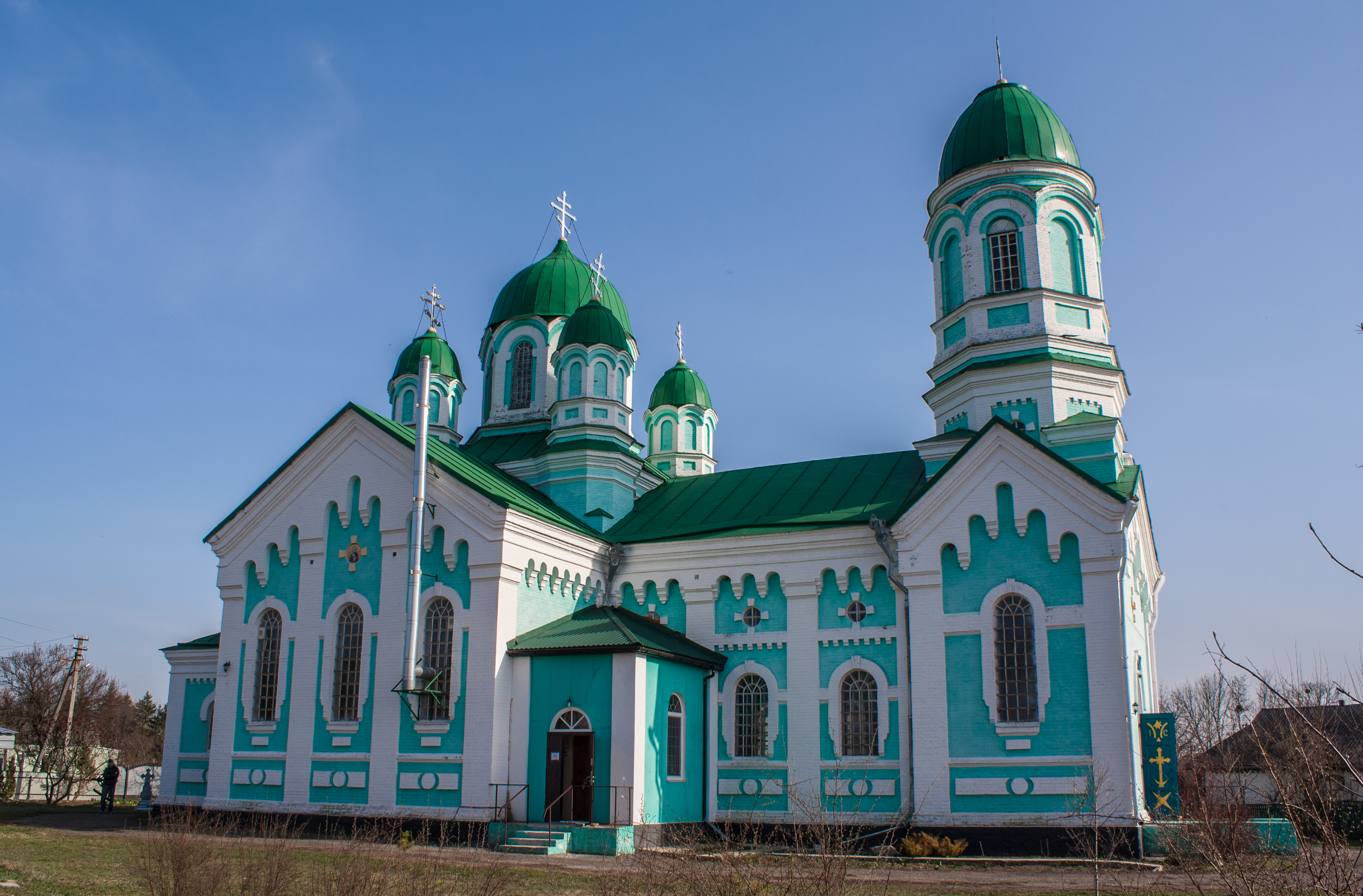
Церква Різдва Богородиці в селі Халаїдове
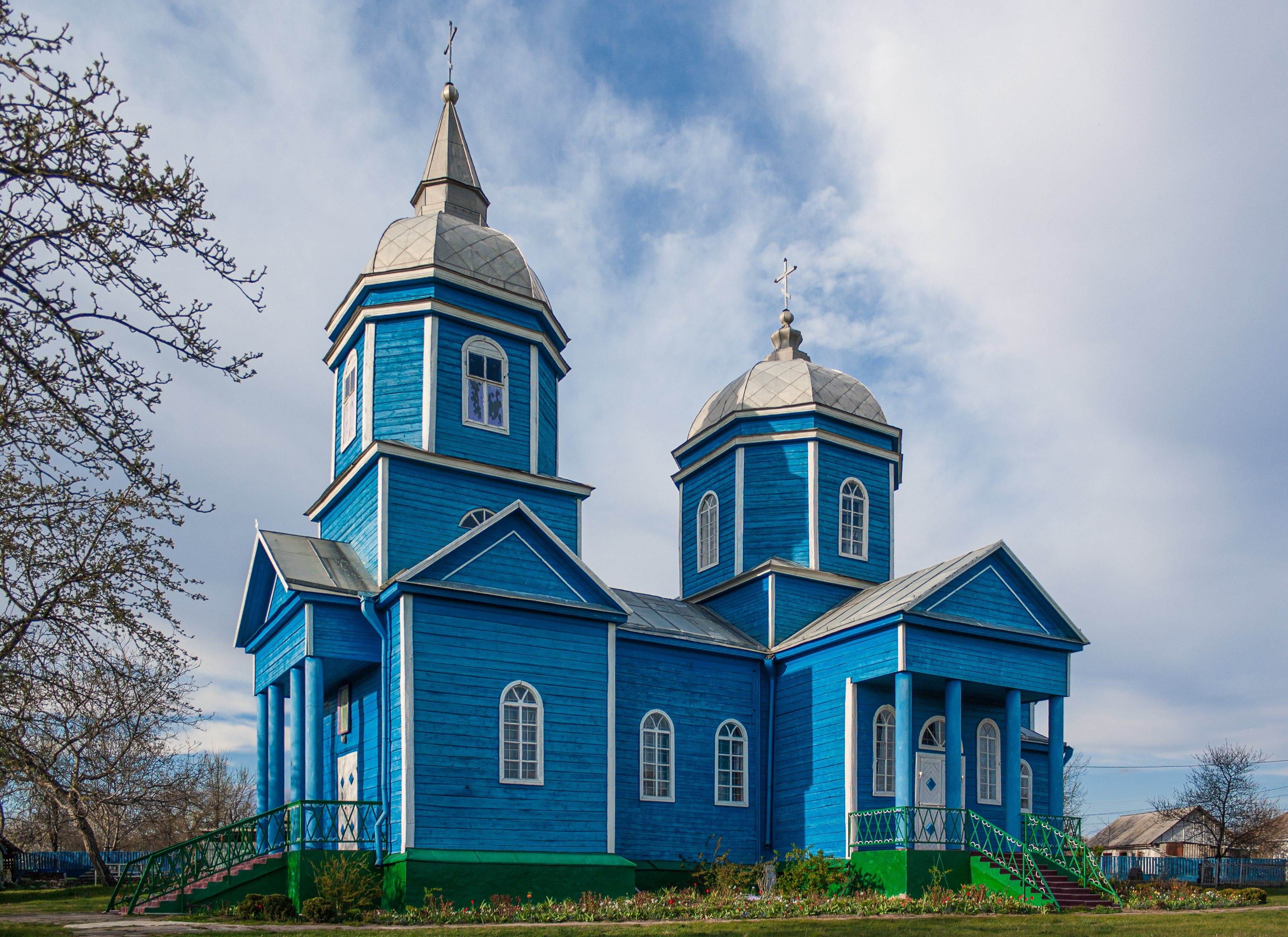
Церква Покрова Богородиці в селі Летичівка
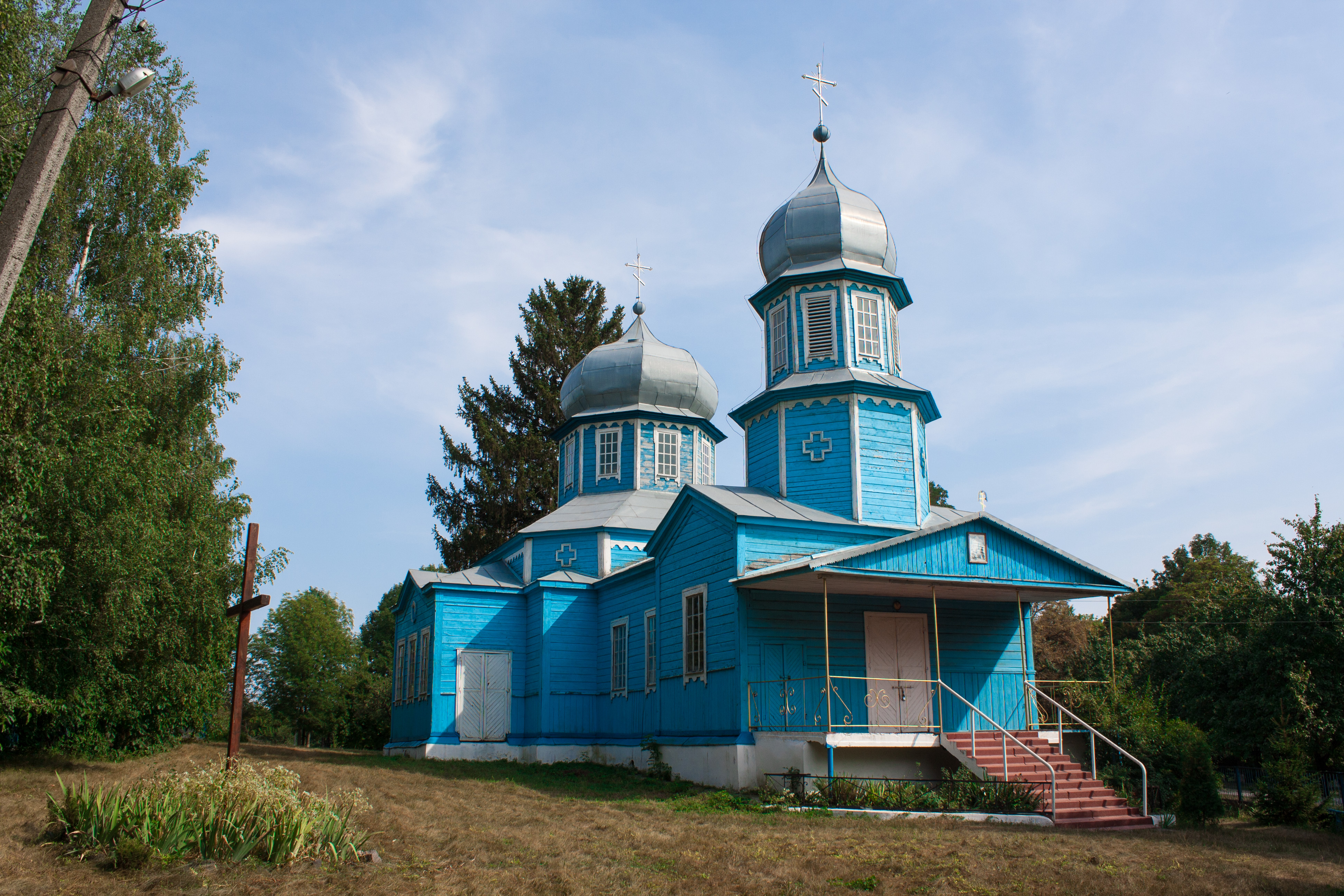
Церква Покрова Богородиці в селі Хейлове
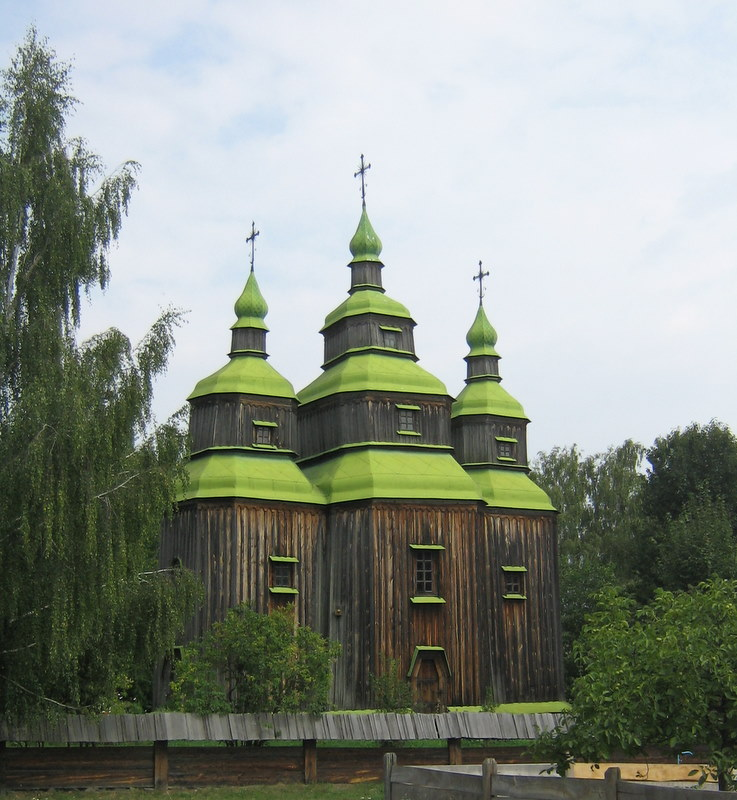
П'ятницька церква з Зарубинців у Пирогові
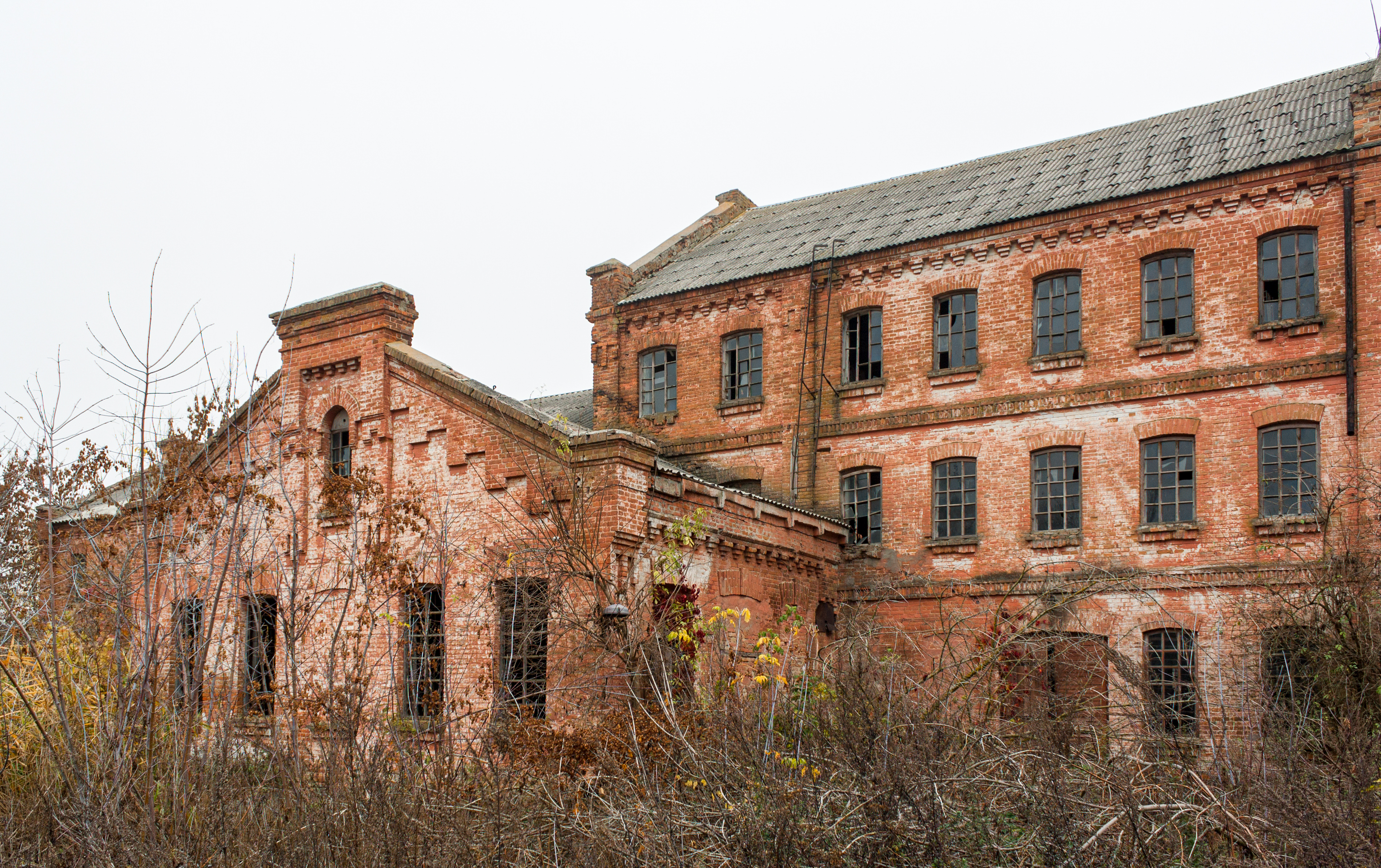
Одаєвський млин у селі Сарни
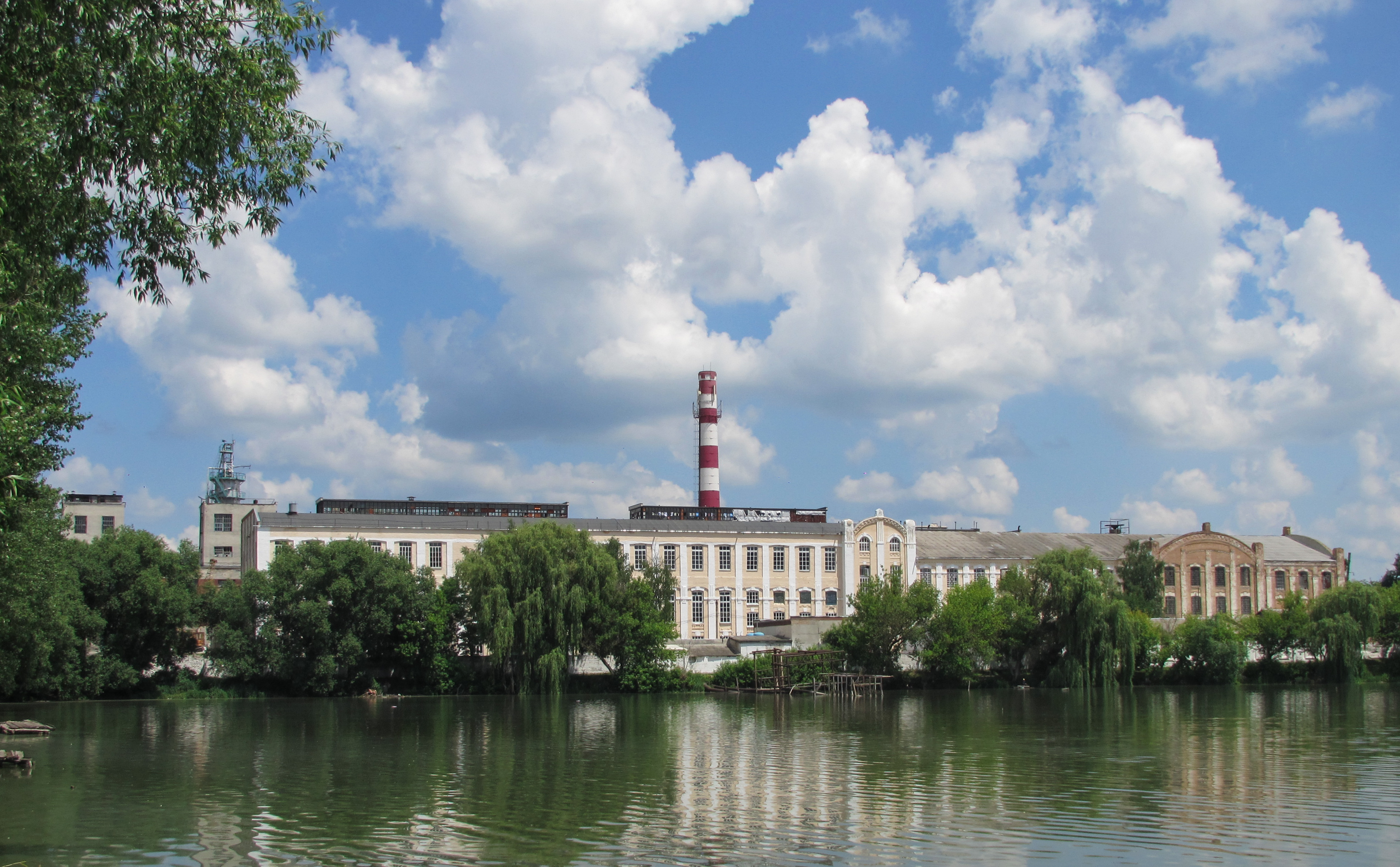
Цибулівський цукрозавод (нині напівзруйнований)
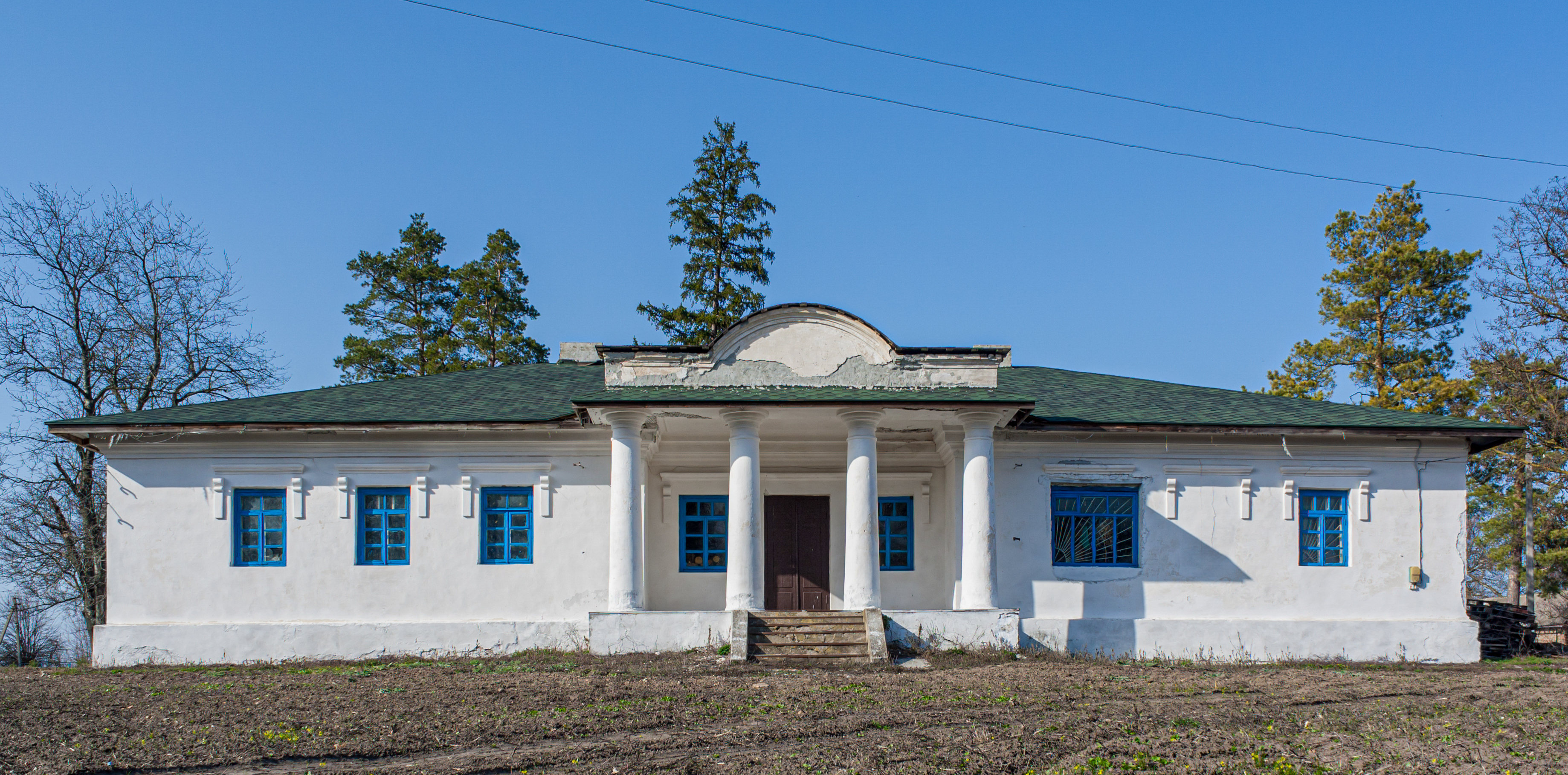
Садиба Драчевських в селі Дібрівка
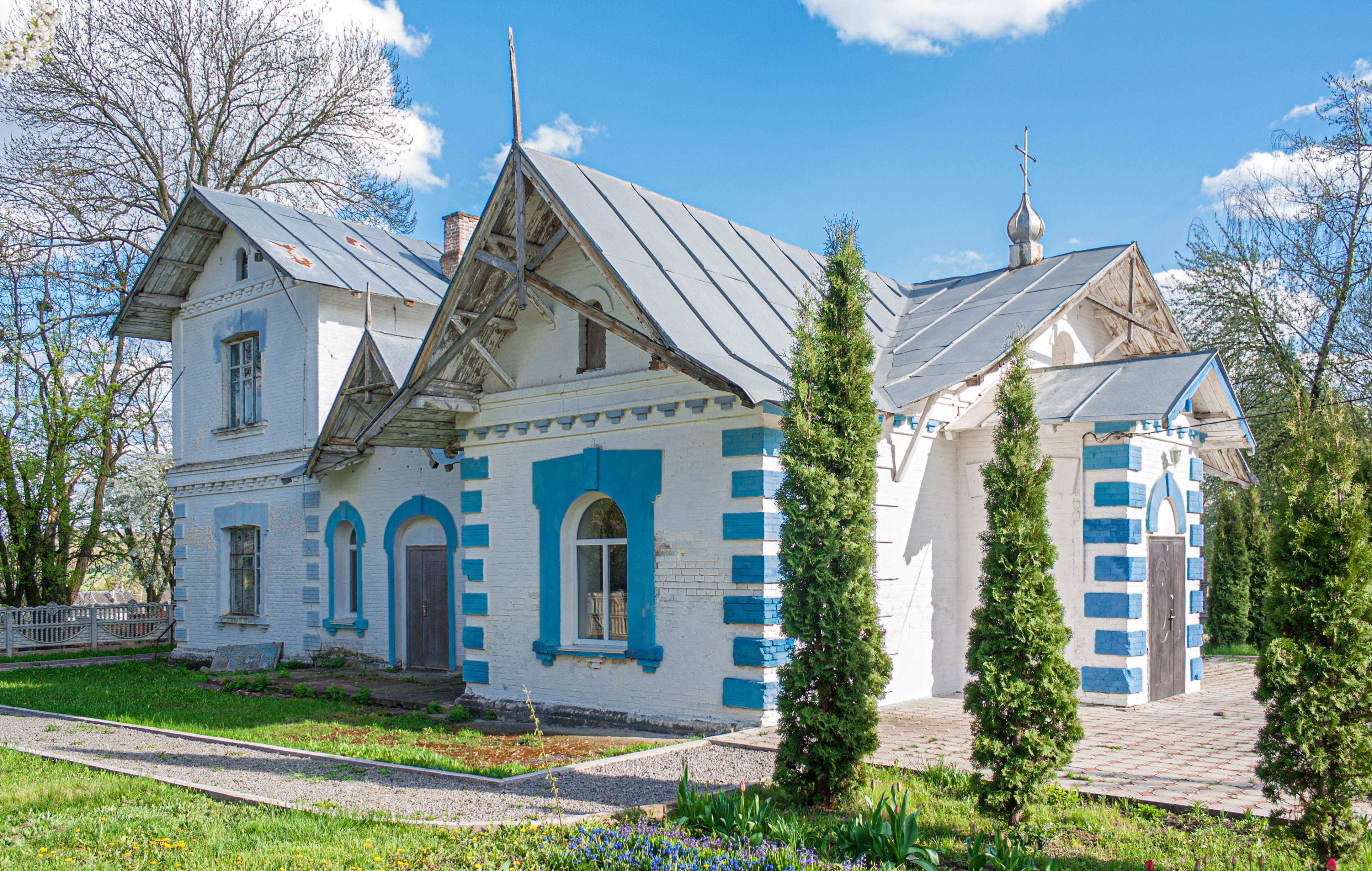
Садиба Красицьких в селі Шабастівка

## Релігія
В районі діють 38 релігійних громад, з них 16 — Української Православної церкви Московського патріархату, 7 — Української Православної церкви Київського патріархату, 1 римо-католицька, 14 — протестантських.

## Персоналії
На території району народились:
- Герої Радянського Союзу:

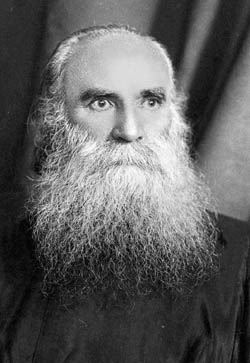
Митрополит Липківський

  - Рафаїл Ісайович Мільнер (Монастирище);
  - Олександр Васильович Фуковський (Зарубинці);
  - Іван Арсентійович Пахолюк (Цибулів);
  - Михайло Якович Дзигунський (Цибулів);
- Герої Соціалістичної Праці:
  - Ганна Микитівна Довгошия (Княжа Криниця);
  - Параска Федорівна Лазаренко (Коритня);
- Василь Захарович Кибальний — кавалер трьох орденів Слави (Летичівка);
- Пилип Омелянович Козицький — композитор (Летичівка);
- Василь Костянтинович Липківський — митрополит УАПЦ (Попудня);
- Миколай (Борецький) — митрополит УАПЦ (Сарни);
- Михайло Іванович Кутинський — письменник, творець унікального дослідження «Некрополь України» (Зарубинці);
- Василь Миколайович Дзюба — український богатир (Тарнава);
- Бергельсон Давид Рафаїлович — член Української Центральної Ради, письменник. (Сарни);
- Мельник Юрій Вікторович (нар. 1 січня 1972 в с. Коритня, Монастирищенський район, Черкаська область — пом. 7 січня 2015, в районі м. Дебальцеве, Донецька область) — учасник російсько-української війни, старший солдат 51-ї окремої механізованої бригади. Загинув 7 січня 2015-го в боях за Дебальцеве. Проживав І Похований в селі Вербка Крижопільський район Вінницька область[3];
- Яків і Захар Гончаруки — письменники (Коритня);
- Олександр Тихонович Петриченко — поет (Половинчик);
- Герш Інгер — художник (Сарни);
- Віра Іванівна Кутинська — художник (Зарубинці);
- І. Кутинський — іконописець (Зарубинці);
- Алла Григорівна Бондар — науковиця (Цибулів);
- М. Грицай — науковець (Бачкурине);
- О. Пархомовська — перекладач (Монастирище).